# اللهیارخان قلیچی
اللهیارخان قلیچی (زادهٔ حدود ۱۱۵۰ هـ ق در بام و صفی‌آباد) خان طایفهٔ ترک‌تبار قلیچ و حاکم سبزوار بود. در ۱۱۹۰ هـ ق حسینقلی‌خان قاجار، پدر فتحعلی‌شاه قاجار، را در شکست دادن ترکمانان کمک کرد و در ۱۲۱۰ حاکمیت آغامحمدخان قاجار را به رسمیت شناخت، ولی با بر تخت نشستن فتحعلی‌شاه همراه با سایر خان‌های خراسان رو به تمرد گذاشت. فتحعلی‌شاه در ۱۲۱۵ هـ ق با بیش از ۱۰ هزار سرباز، سبزوار را محاصره کرد. زمان‌شاه درانی، حاکم کابل، به حمایت از اللهیارخان میانجی‌گری کرد و حصر سبزوار پایان یافت. سیاست زمان‌شاه این بود که خراسان را به عنوان منطقهٔ حایلی بین دو کشور قرار دهد. اما همان سال، حکومت زمان‌شاه توسط شاه محمود درانی سرنگون شد و اللهیارخان که حامی‌اش را از دست داده بود در موضع ضعف قرار گرفت. از آن طرف، فتحعلی‌شاه توانسته بود اکثر مخالفانش، از جمله صادق‌خان شقاقی، متحد اللهیارخان، را شکست دهد و دست بالا را داشت. در ۱۲۱۶ هـ ق پس از کشته شدن برادرش در جنگ با ترکمانان، با توسل به عباس میرزا مورد بخشایش قرار گرفت، تسلیم شد و دست از شورش برداشت. دخترش طرلان را نیز به نشانهٔ وفاداری به حرمسرای شاه قاجار فرستاد. در ۱۲۱۶ هـ ق از سبزوار به تهران تبعید شد و در آنجا تیول اشتهارد به عنوان غرامت به او داده شد. مابقی عمرش را در صلح در تبعید گذراند.